# La Roche-sur-le-Buis
La Roche-sur-le-Buis è un comune francese di 340 abitanti situato nel dipartimento della Drôme della regione dell'Alvernia-Rodano-Alpi.

## Società

### Evoluzione demografica
Abitanti censiti